# Frente Urbano Zapatista
El Frente Urbano Zapatista fue un grupo insurgente de México. Fue liderado por Francisco Uranga y detenido en enero de 1972. La mayoría de sus miembros venían de la Liga Comunista Espartaco. Una de las características de este grupo fue la manera tan aislada en la que funcionó, llegando a tener menos de veinte militantes, y viviendo a la sombra de otras organizaciones guerrilleras.

## Historia
El Frente Urbano Zapatista (FUZ) es mayormente  conocido por ejecutar el primer secuestro político contra un alto funcionario del gobierno federal: el director de Aeropuertos y Servicios Auxiliares, Julio Hirschfeld Almada.
Cuatro meses después, el 30 de enero de 1972, serán capturados siete de los ocho participantes en el secuestro: Francisco Uranga López, Margarita Muñoz Conde, Francisca Victoria Calvo Zapata, Carlos Rigoberto Lorence López, quedando prácticamente desmantelado. Su caída se debió en gran medida a las labores de contrainteligencia de la Dirección Federal de Seguridad, quien infiltró a un agente dentro del grupo, cuya labor posibilitó la identificación de los siete integrantes del mismo, junto con sus familias. Además los errores tácticos que el FUZ cometió, como el de carecer de un protocolo de repliegue que les permitiera pasar desapercibidos ante los radares policiacos y el de vivir aún en los hogares de sus familiares, exponiéndolos a ellos de manera más directa.
La efímera vida del FUZ no les permitió consolidar un proyecto político estable que guiara sus acciones, menos robustecer su presencia dentro de las clases trabajadoras: la única acción destinada para ello fue la distribución de parte del dinero obtenido por el secuestro de Hirschfeld a madres de familia que hacían fila para comprar leche en las tiendas Conasupo de la Ciudad de México. Después de la presión social por tratos tortuosos de los presos políticos, no fue hasta 1974 cuando a los presos sobrevivientes del FUZ les ofrecieron el exilio. Varios militantes se refugiaron en Cuba, aunque en el caso de Lourdes Uranga López, ella después de una temporada complicada en Cuba, se marcharía a Turín, y no regresó a México sino hasta 1979 bajo amnistía. Algunos militantes se han referido a la fallida estrategia del FUZ, por ejemplo Paquita Calvo, en una charla con el escritor Vicente Leñero, mencionó los errores metodológicos y la incapacidad de la izquierda en México en crear una base social sólida.

### Secuestro de Julio Hirschfeld Almada
El 21 de septiembre de 1971 el secuestro de Hirschfeld lanzó al FUZ a la fama a nivel nacional después del secuestro del funcionario. La acción estuvo fuertemente influida por la estrategia empleada por los Tupamaros en sus secuestros: el uso de tres comandos actuando de forma simultánea, el uso de disfraces para ocultar su identidad, el uso de diferentes vehículos para trasplantar al objetivo para así, evadir la persecución policiaca, y el estudio de su objetivo, el cual no fue elegido simplemente por ser un alto funcionario gubernamental, sino también por ser un personaje ligado al capital internacional gracias a su trabajo dentro de la compañía H Steel, y a la cúpula priista mediante su matrimonio con la hija de Aarón Sáenz Garza, importante industrial azucarero y político ligado a Plutarco Elías Calles. El secuestro toma por sorpresa al gobierno de Luis Echeverría, quien se ofrece a pagar la cifra de tres millones de pesos exigidos por el FUZ. Sin embargo la H Steel pagaría el rescate y después de pasar tres días secuestrado, Hirschfeld es liberado.
Finalmente fue liberado a las 21:15 horas del 30 de septiembre, en el cruce de las calles de Ángel Urraza y Tajín en la Ciudad de México, ileso y con dinero para tomar un taxi. Él mismo mencionó que durante su cautiverio permaneció gran parte del tiempo con los ojos vendados en un cuarto pequeño, y que nunca fue golpeado o recibió un trato humillante.